# Denis Pineda
Denis Pineda, né le 1er avril 1996 à San Vicente est un footballeur international salvadorien. Il évolue au poste d'ailier gauche au CD FAS.

## Biographie

### En équipe nationale
Il reçoit sa première sélection en équipe du Salvador le 30 août 2014, en amical contre la République dominicaine (victoire 2-0). Il inscrit son premier but le 27 mai 2017, en amical contre le Honduras (match nul 2-2).
Il est ensuite retenu par le sélectionneur Eduardo Lara afin de participer à la Gold Cup 2017. Il joue quatre matchs lors de cette compétition. Le Salvador s'incline en quart de finale contre les États-Unis.